# Basadingen-Schlattingen
Basadingen-Schlattingen est une commune suisse du canton de Thurgovie, située dans le district de Frauenfeld.

## Monuments et curiosités

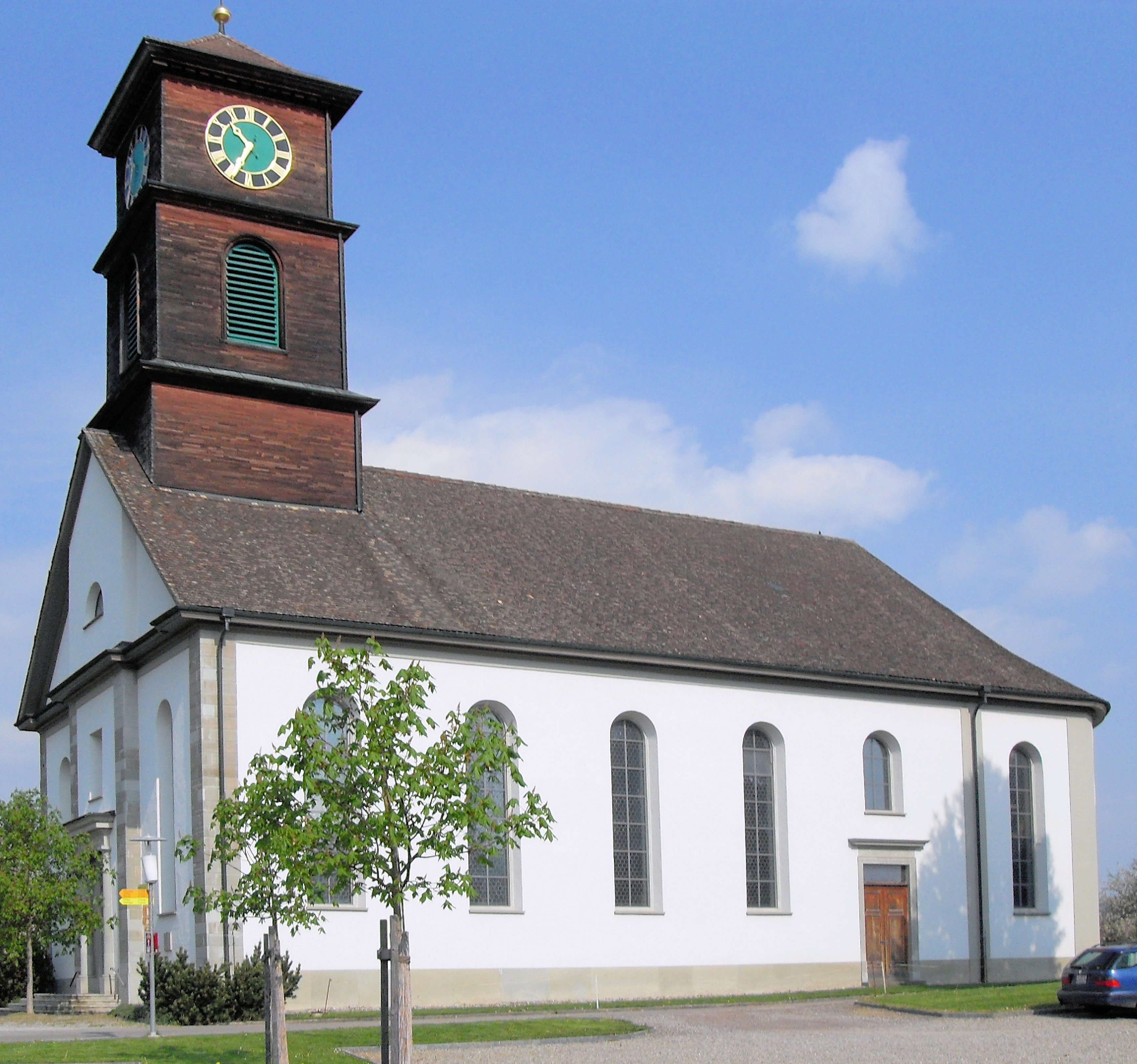
Église Saint-Martin de Basadingen, canton de Thurgovie, Suisse.

L'église paritaire Saint-Martin fut construite en 1840-41 dans le style néo-classique d'après le plan de Jean Ruch.
À Unterschlatt, à l'ouest de Basadingen, se trouve l'ancien couvent de Clarisses Paradies fondé au milieu du XIIIe siècle par le comte Hartmann de Kybourg l'Ancien. Après avoir été contraint par Schaffhouse d'accepter la doctrine nouvelle, le couvent se reconstitua en 1578, puis fut reconstruit en 1588. L'église fut transformée en style baroque en 1726-27, l'aile du couvent rénovée et remaniée en 1950-51. Le couvent est depuis 1948 la propriété de Georg Fischer SA qui a installé dans l'aile ouest une bibliothèque spécialisée dans l'histoire de la production du fer.